# Samuel Inkoom
Samuel Eboue Inkoom (* 1. Juni 1989 in Sekondi-Takoradi) ist ein ghanaischer ehemaliger Fußballspieler.

## Karriere

### Verein
Inkoom begann seine Profikarriere in der Heimat bei Sekondi Hasaacas. Anfang 2008 wechselte er von dort weiter zum ghanaischen Rekordmeister Asante Kotoko. Am 26. April 2008 verpflichtete der FC Basel den Spieler für 700.000 US-Dollar für vier Jahre ab Sommer 2009. Im Januar 2011 wechselte er zu Dnipro Dnipropetrowsk, wo er ebenfalls einen Vierjahresvertrag unterzeichnete. Im Jahr 2013 wurde er an den französischen Club SC Bastia und im Jahr 2014 an den griechischen Verein AO Platanias verliehen. Er wurde im Anschluss an die Saison 2013/14 an den US-amerikanischen Verein D.C. United verkauft, welcher ihn im Dezember 2014 zusammen mit Joe Willis an Houston Dynamo transferierte. D.C. erhielt im Gegenzug Andrew Driver sowie eine Viertrundenwahlrecht beim MLS SuperDraft 2016. Inkoom unterschrieb jedoch nicht bei seinem neuen Verein. Nach Ablauf seines Vertrages unterschrieb er einen Dreijahresvertrag beim portugiesischen Verein Boavista Porto. In der Wintertransferperiode 2015/16 wechselte er zum türkischen Erstligisten Antalyaspor. Ende Dezember 2016 verließ er diesen Verein und ging für eine halbe Saison zum FC Wereja Stara Sagora nach Bulgarien. 2018 ging er zu al-Merreikh Omdurman in den Sudan, ehe ihn Anfang 2019 der bulgarische Erstligisten FC Dunaw Russe verpflichtete. Von dort wechselte er zwölf Monate später zum FC Samtredia nach Georgien. Der Ligarivale FC Torpedo Kutaissi war dann in der folgenden Saison seine nächste Station. Seit April 2022 spielt er nun in seiner Heimat für die Accra Hearts of Oak in der Ghana Premier League.

### Nationalmannschaft
Inkoom spielt von 2008 bis 2014 insgesamt 44 Mal für die ghanaische A-Nationalmannschaft und erzielte dabei einen Treffer. Bei der Weltmeisterschaft 2010 in Südafrika kam der Außenverteidiger zu zwei Einsätzen und schon ein Jahr zuvor gewann er mit der ghanaischen U-20-Auswahl die Afrikameisterschaft.

## Erfolge
- U-20-Afrikameister: 2009
- Schweizer Meister: 2010, 2011
- Schweizer Pokalsieger: 2010